# 자호니구

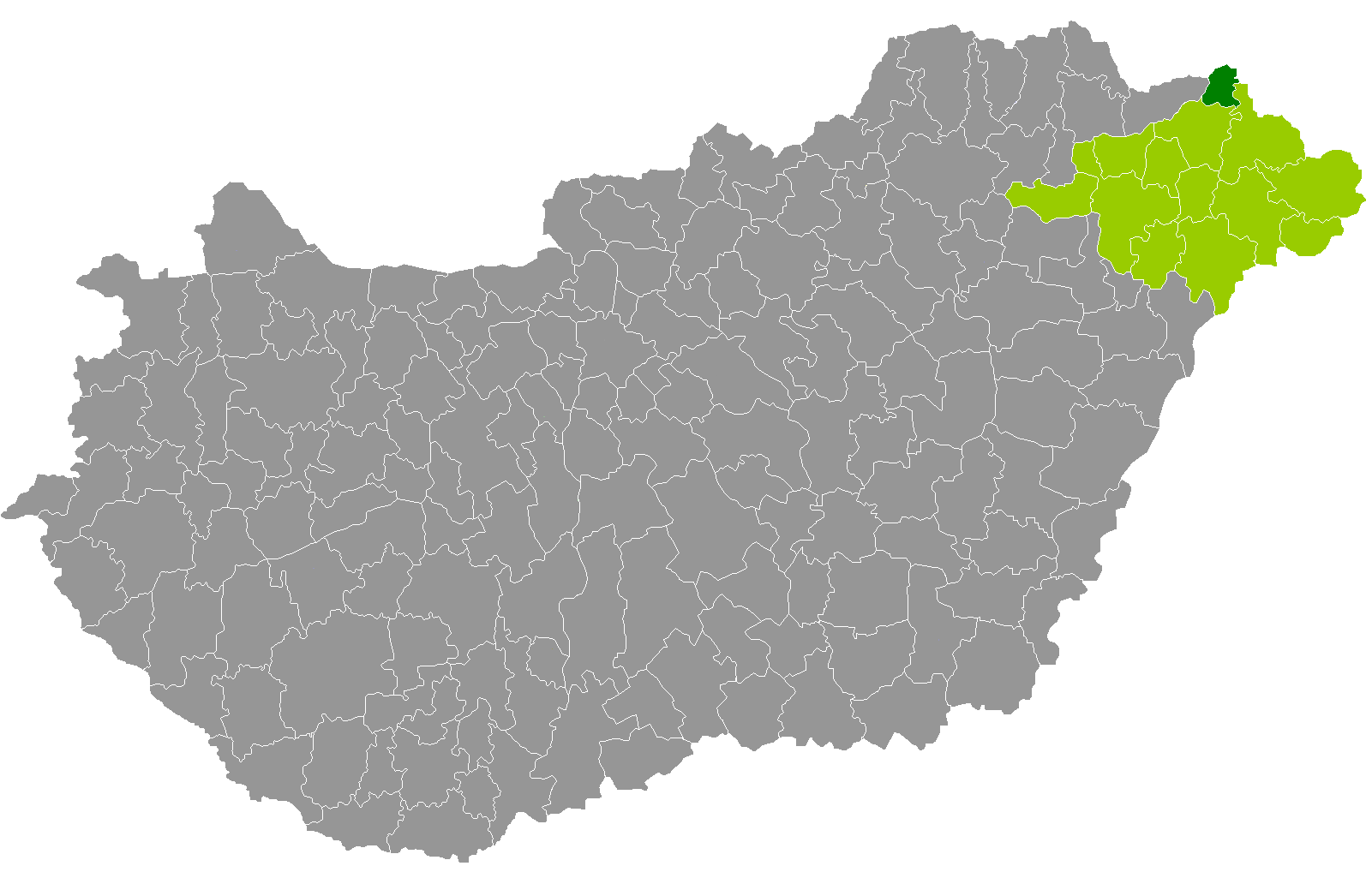
서볼치서트마르베레그주 지도에 표시된 자호니구의 위치

자호니구(헝가리어: Záhonyi járás)는 헝가리 서볼치서트마르베레그주에 위치한 구로 구청 소재지는 자호니이며 면적은 145.95km2, 인구는 18,963명(2011년 기준), 인구 밀도는 130명/km2이다.
남동쪽으로는 바샤로슈너메니구, 남쪽으로는 키슈바르더구, 서쪽으로는 보르쇼드어버우이젬플렌주 치간드구와 접하며 북서쪽으로는 슬로바키아, 북동쪽으로는 우크라이나와 국경을 접한다. 11개 지방 자치체(2개 시, 9개 마을)를 관할한다.

구 문장